# جان كلود بلانشارد
جان كلود بلانشارد (بالفرنسية: Jean-Claude Blanchard)‏ (14 نوفمبر 1943 تولوز فرنسا - ) هو لاعب كرة قدم فرنسي، يلعب كمهاجم.

## وصلات خارجية
- جان كلود بلانشارد على موقع قاعدة بيانات كرة القدم.إي يو (الإنجليزية)
- جان كلود بلانشارد على موقع عالم كرة القدم.نت (الإنجليزية)